# 中房温泉
中房温泉（なかぶさおんせん）は、長野県安曇野市にある温泉。江戸時代から続く老舗の温泉宿である。日本百名湯。膠状珪酸および珪華は国の天然記念物に指定、本館菊など建造物7棟は国の登録有形文化財に登録されている。飛騨山脈（北アルプス）表銀座、燕岳への登山口としても知られる。中部山岳国立公園内に位置する。

## 地理

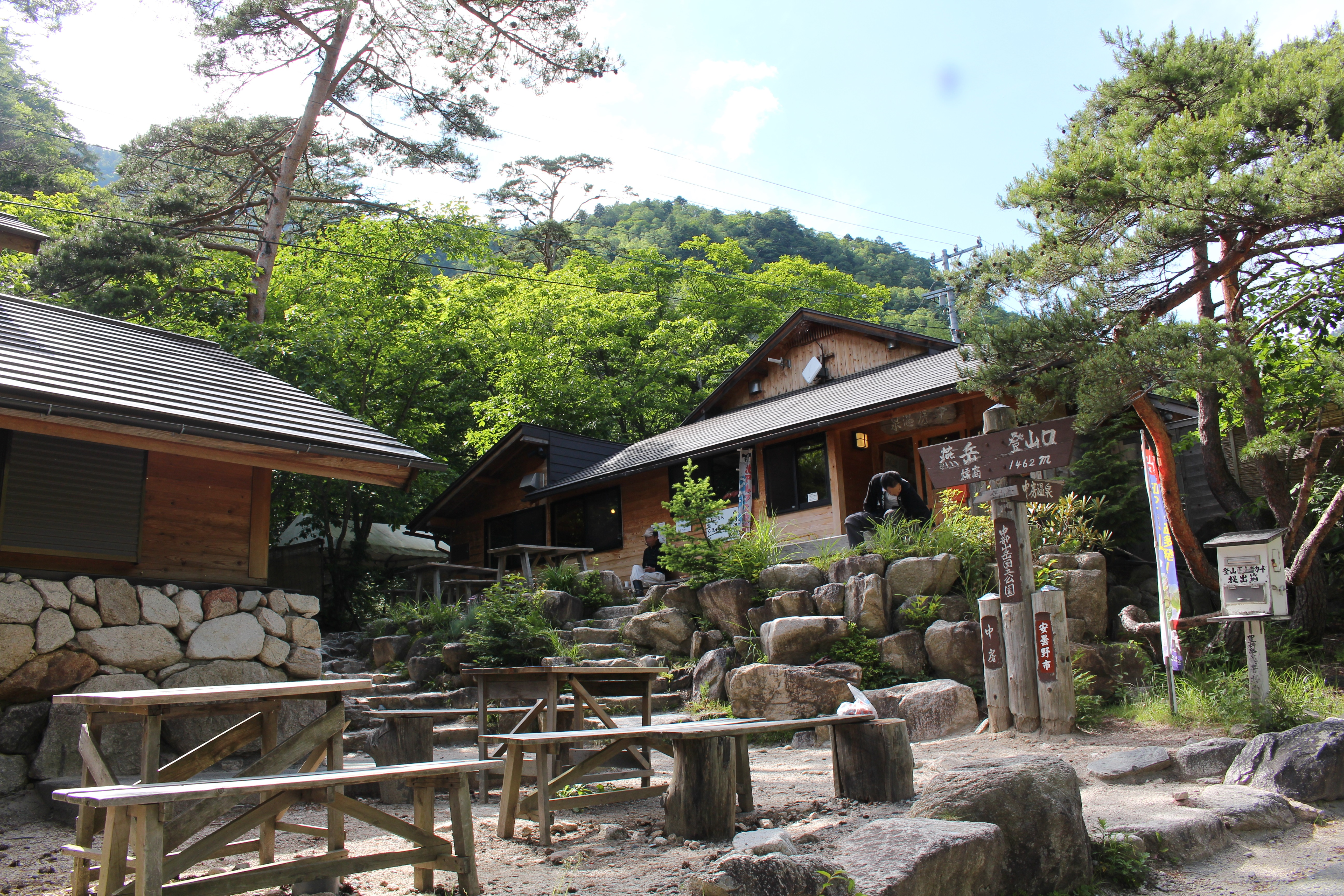
日帰り客向け「湯原の湯」前。登山口への道標には中部山岳国立公園の標示も見える。

安曇野の平地部、穂高温泉から長野県道327号槍ヶ岳矢村線を登った先にある旅館が中房温泉である。標高1,462メートル。このあたりは中房川に沿って約1キロメートルにわたり温泉が豊富に湧出する場所となっており、セ氏95度にも達する高い泉温をもつ。夏は登山基地として、飛騨山脈（北アルプス）表銀座、燕岳へと向かう登山客や家族連れで賑わう。秋は中房渓谷を彩る紅葉が美しい。冬は雪に閉ざされる。
なお、中房温泉にほど近い国民宿舎「有明荘」、ふもとの穂高温泉は別の源泉を利用した、中房温泉とは異なる温泉である（後述）。

## 歴史
当地に伝わる「魏石鬼八面大王」伝説に温泉への言及が見られる。平安時代、坂上田村麻呂の東征にまつわる物語であり、当地に温泉が存在するという事実は古くから知られていた。現在の中房温泉旅館の始まり（開湯）は江戸時代、文政4年（1821年）のことである。信濃国松本藩の命を受けた百瀬茂八郎が、ミョウバン（明礬石）の採取と併せて湯小屋を営み始めた。ミョウバンは生糸に光沢を持たせるために用いられており、明治初めまで採取が続けられていたが、明治4年（1871年）以降は休止して温泉業に専念するようになった。大正時代になると6代目頭首・百瀬亥三松が政治・実業界で活躍を見せている。温泉地内に広々としたプールやテニスコートを設置したほか、飛騨山脈（北アルプス）に山小屋を多数設置して、一大リゾート地へと発展させるという壮大な構想も練っていた。往時の建物は現在も利用されており、本館菊を始めとする建造物7棟が国の登録有形文化財に登録されている（後述）。長く、下山後の登山者だけにしか日帰り入浴を認めていなかったが、2006年（平成18年）には日帰り入浴客向けに「湯原の湯」がオープンした。
1920年代、百瀬亥三松とその息子彦一郎は中房温泉から槍ヶ岳へと至る表銀座縦走路の整備に出資し、山小屋の殺生ヒュッテとヒュッテ西岳を開業させ、その後、経営は百瀬孝と孝仁まで受け継がれていたが、2025年に殺生ヒュッテは槍ヶ岳山荘グループに、ヒュッテ西岳は燕山荘グループに経営譲渡された。

## 施設

### 客室
建物は山小屋である本館（ロッジ）・旅館である新館（招仙閣）があり、客室は合わせて50室。すべて和室で、収容人数は150人。食事はロッジは、以前はロッジ食堂においてのみ可能であったが、改装によりトイレ・洗面所付きができたことにより、改装部屋の宿泊客は招仙閣の大広間での食事も選べるようになった。招仙閣では食事処である大広間以外にも部屋食が可能である（要予約）。営業期間はおおむね4月下旬から11月下旬まで。チェックインは15時から、門限は23時、チェックアウトは10時である。団体・ペットを連れての利用は不可となっている。

### 浴場

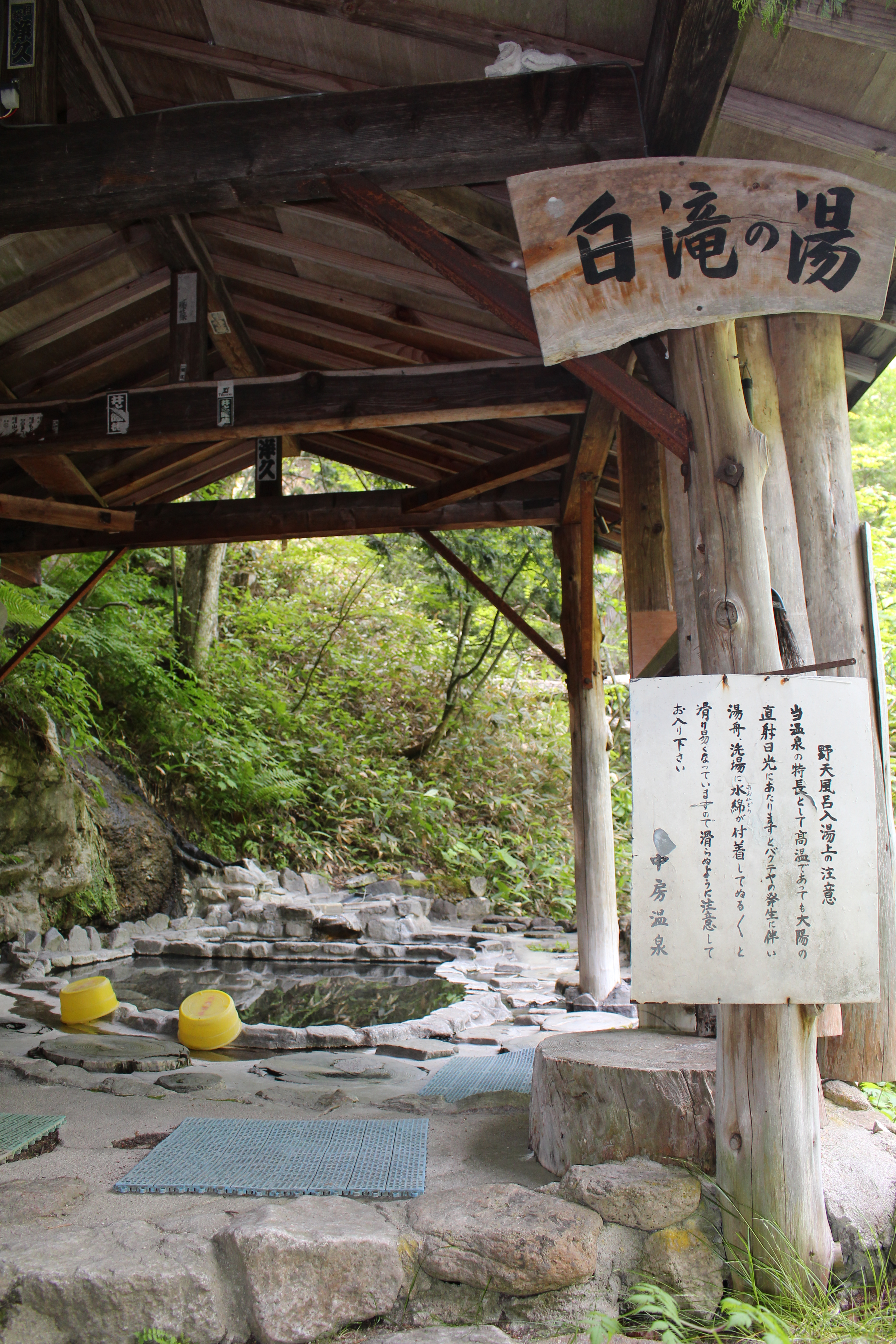
白滝の湯

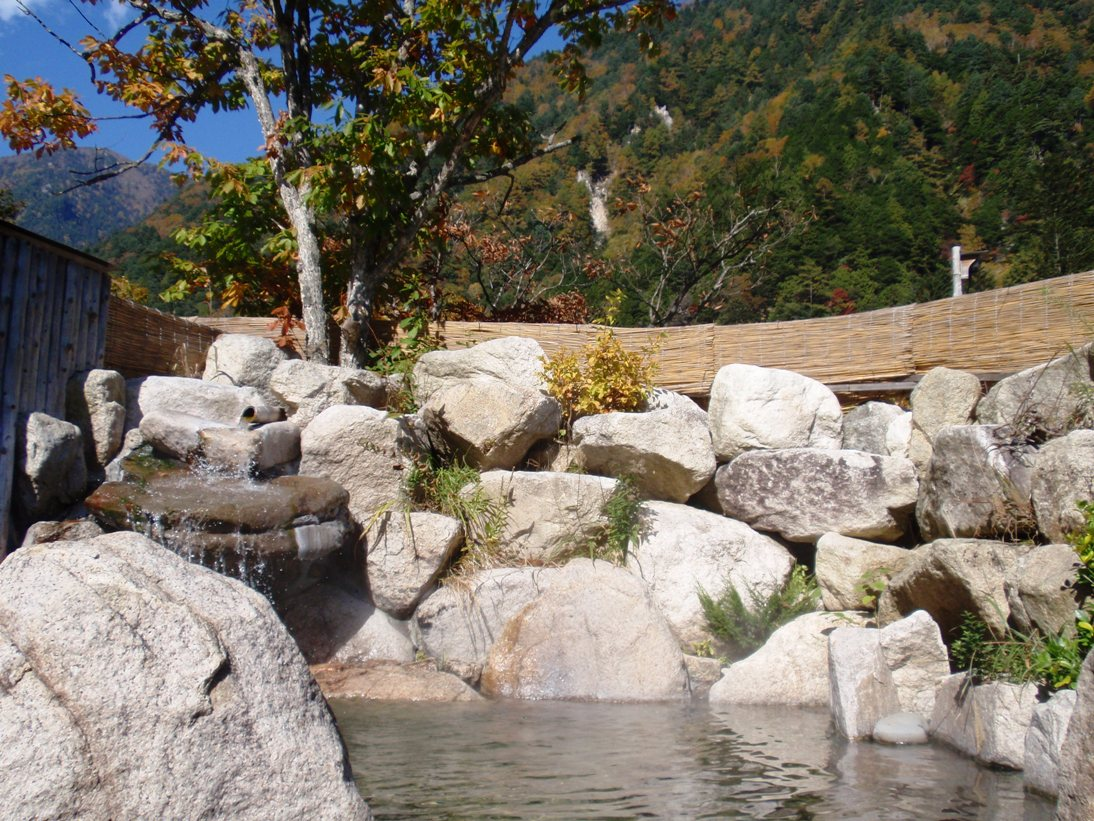
湯原の湯

源泉（湯口）は36か所。セ氏90度という高温の源泉を用いるため、適温まで冷却して浴用に供している。冷却には空冷・水冷を併用しているが、加水はしていない。また、加温や循環、着色、塩素消毒は行わず、「源泉掛け流し100%」をうたう。浴槽の清掃は毎日、全水を換水して実施している。「湯原の湯」は日帰り入浴専用。各浴槽の概要は下記の通り。

#### 招仙閣側浴場
大浴場
内風呂としては最大の広さ。混浴（21時から翌朝8時は女性専用となる）。
岩風呂
広葉樹林の山々を背景に、湯元から立ち上る湯煙を望む。朝焼けを見ることも可能な露天風呂。かつては内風呂でここが大浴場だった。混浴（15時から19時は女性専用となる）。
家族風呂（閉鎖中）
招仙閣の竹棟にある小規模な貸切風呂で2室あるが、「改装中」として閉鎖中の状態が長く続いている。
薬師の湯（解体）
招仙閣の竹棟にある家族風呂のすぐ左側にあった小規模な男女別内風呂であったが、2015年の雪害で屋根が抜け、そのまま解体された。現在は更衣室が物置として使われ、廊下との扉は残されているが常時施錠されている。

#### ロッジ側浴場
大湯
地階は内風呂で、湯温が高い時はサウナ風呂状になる。1階は見晴らしの良い露天風呂という2階建て構造。男女別浴。
不老泉
ヒバの梁とヒノキの壁が特徴な内風呂。混浴（19時から22時は女性専用となる）。
御座の湯
当地最古の湯。当地を訪れたウォルター・ウェストン、古くは松本藩藩主が気に入って浸かっていたという。男女別浴。

#### 招仙閣に近い屋外浴場
滝の湯
フロントで鍵を借りて使用する打たせ湯。2箇所ある。
月見の湯
最も高台に位置する混浴露天風呂。夜空や朝焼けが美しい。
根っこ風呂
切り株をくり抜いて作った一人用の風呂。混浴半露天風呂。
蒸風呂
源泉の直上に設置された温泉サウナ。男女別浴。
地熱浴場
横になって地熱を全身に受ける（岩盤浴）。夜空や朝焼けが美しい。
綿の湯
現在は足湯。湯の花を白い綿に見立てて命名。かつては通路から丸見えの混浴露天風呂だったが、浅くして足湯となった。なお、足湯は他に2箇所ある。
温泉大プール
温泉を利用したプール。詳細は#登録有形文化財を参照。6月から10月中ごろに湯を入れて開設。水着着用必須だが、実際には夜間などは全裸入浴する人も見られる。ぬる目の温泉としての使用や歩行浴もできる。

#### 宿から離れた浴場
根羽の湯
宿泊者洋第2駐車場横に新設された貸切内風呂で、フロントで鍵を借りて使用する。2室ある。
菩薩の湯
混浴露天風呂で、湯元そばに菩薩像を建立。湯原の湯から山道を歩き、夜間は危険なため利用不可。
白滝の湯
入浴しながらの森林浴が可能な混浴露天風呂。旅館からかなり山道を歩き、夜間は危険なため利用不可。
湯原の湯
日帰り入浴施設。かつての登山客向け売店の建物を改装しており、軽食コーナーを備えている。現在日帰り客が唯一使用できる浴場。合戦沢の転石を用いた浴槽を4つ設置している。男女浴場が日替わりで入れ替わる男女別浴露天風呂。9時半から17時までの営業で、16時が最終受付。日帰り客は2024年現在大人950円の入浴料だが、宿泊客は旅館の浴衣着用や部屋鍵の提示などで無料入浴でき、チェックアウト後も領収書の提示によりその日は無料入浴できる。
| 浴槽                | 源泉名（湧出地）                                       | 泉質                                 | 源泉温度(℃) | 湧出量(L/min) |
| ------------------- | ------------------------------------------------------ | ------------------------------------ | ----------- | ------------- |
| 大浴場              | 昭和の湯と隣接地平成新湯（穂高有明7578-3）             | 単純硫黄泉（アルカリ性低張性高温泉） | 91.2        | 38.4          |
| 大湯                | 蒸風呂1号と小鍋立の混合泉（穂高有明7578-3）            | 単純硫黄泉（アルカリ性低張性高温泉） | 77.0        | 80            |
| 不老泉              | 蒸風呂2号（穂高有明7578-3）                            | 単純硫黄泉（アルカリ性低張性高温泉） | 92.1        | 21.2          |
| 岩風呂              | 滝の湯（穂高有明7578-3）                               | 単純硫黄泉                           | 93.0        | 50.2          |
| 白滝の湯            | 白滝の湯（穂高有明7578-3）                             | 単純硫黄泉（アルカリ性低張性高温泉） | 64.8        | 9.1           |
| 滝の湯              | 滝の湯（穂高有明7578-3）                               | 単純泉                               | 93.0        | 8.18          |
| 菩薩の湯            | 湯元「菩薩の湯」と湯元「蛇抜けの湯」（穂高有明7578-3） | 単純硫黄泉（アルカリ性低張性高温泉） | 93.0        | 24.1          |
| 月見の湯            | 大弾正（穂高有明7578-3）                               | 単純硫黄泉（アルカリ性低張性高温泉） | 88.6        | 56.2          |
| 御座の湯            | 御座の湯（穂高有明7578-3）                             | 単純硫黄泉（アルカリ性低張性高温泉） | 94.0        | 18.2          |
| 根っこ風呂          | 山の神（穂高有明7578-3）                               | 単純硫黄泉                           | 95.0        | 9.7           |
| 綿の湯              | 薬師の湯1号と2号と3号の混合泉（穂高有明7578-3）        | 単純硫黄泉（アルカリ性低張性高温泉） | 88.7        | 21.9          |
| 蒸風呂              | 蒸風呂2号（穂高有明7578-3）                            | 単純硫黄泉（アルカリ性低張性高温泉） | 92.1        | 21.2          |
| 湯原の湯1           | 妙見の湯（合戦沢上流100m、妙見岩下）                   |                                      | 94.8        | 14            |
| 湯原の湯2 湯原の湯3 | 古事記の湯（駐車場そば堰堤）                           |                                      | 74.7        | 220           |
| 湯原の湯4           | 薬師の湯1号（中房温泉建物裏）                          |                                      | 94.6        | 32.8          |

### その他
長野県の電気は原則60Hzで供給されるが、当地（有明中房）は例外的に50Hzで供給される。
焼山
温泉地の裏山で15分ほどの登山が必要。高温の地熱のため、食材を地面に埋めると蒸し上がる。蒸し時間30分のジャガイモは塩とともに無料で提供される。蒸し時間15分の卵などは有料での販売。
ミズスギ
亜熱帯植物であるが、地熱により当地でも生育している。
吉田絃二郎碑
吉田絃二郎の詩碑が建つ。
中房温泉冬季事務所
安曇野市三郷明盛1687にある。農場を有し、収穫物を中房温泉や直営山小屋で使用している。

## 文化財

### 登録有形文化財
中房温泉本館菊など建造物7棟は、2011年（平成23年）7月25日付けで国の登録有形文化財に登録されている。
中房温泉本館菊（ほんかん きく）
明治時代中期の建築。桁行13メートル、梁間5.4メートルの木造2階建て。屋根は切妻造、鉄板葺。浴場（平屋）を西側に付設。「近代の湯治場建築の好例」（引用）と評価されている。ウェストンも利用した建物であり、長く客室として利用されたが、現在は従業員部屋となっいる。
中房温泉旧湯会所（きゅうゆかいしょ）
明治時代前期の建築。桁行・梁間ともに6.4メートルの木造2階建て。屋根は切妻造、石置板葺・鉄板葺併用。本館菊（前述）の西側に配置されている。御座の湯はここにある。
中房温泉板倉（いたくら）
幕末の建築。桁行6.1メートル、梁間4.6メートルの木造平屋建て。屋根は切妻造、鉄板葺。本館菊（前述）の東側に配置されている。屋内は東西で2部屋に分けている。
中房温泉土蔵（どぞう）
江戸時代、嘉永7年（1854年）の建築。明治時代に移築され、本館菊の東南に配置されている。桁行4.6メートル、梁間3.0メートルの木造2階建て。屋根は切妻造、鉄板葺。山村で多く見られる様式。
中房温泉温泉大プール
1923年（大正12年）の建築。長さ17メートル、幅8.7メートル、深さ1.2メートル。温泉地から見て西南に位置し、温泉水を湛える。「近代的な温泉場の先駆けをなす」（引用）ものとして評価されている。6月から10月中旬の期間内歩行浴利用できる。
中房温泉田村薬師堂（たむらやくしどう）
江戸時代、嘉永元年（1848年）の建築。正面1間、側・背面2間、屋根は宝形造、鉄板葺。温泉地から見て西に位置し、内部に安置された本尊は坂上田村麻呂が奉納したものといわれ、温泉の起源を伝えるものとされる。1975年（昭和50年）に改修されている。
中房温泉山の神の社（やまのかみのやしろ）
幕末の建築。一間社流造で、屋根はこけら葺。田村薬師堂の西に配置され、巨石の上に小さな祠が置かれている。小規模ながら丁寧な仕上がりの神社建築であると評価されている。

### 天然記念物
中房温泉の膠状珪酸（こうじょうけいさん）および珪華（けいか）は、1928年（昭和3年）10月4日付けで国の天然記念物に指定されている。
膠状珪酸
好熱性原核生物の集合体（バイオマット）に含水珪酸が吸着したもの。多様な微生物相が見られるだけでなく、現在もなお活性の高い状態を見せる、世界的に見てもまれな例である。
珪華
温泉水の流れに沿って層状に厚く形成されたものと、温泉の噴気孔周りに皮膜のように薄く形成されたものが見られる。特に前者は原核生物コロニーへのシリカ付着・沈殿によるもので、現在もなお形成され続けている大規模なものである。

## 交通

### 交通アクセス
公共交通機関
JR大糸線・穂高駅からタクシー・路線バスで40分間。中房温泉行定期バスは4月下旬 - 11月半ばまでの運行。
自家用自動車
長野自動車道・安曇野インターチェンジから自動車で1時間。40台が駐車可能な駐車場がある。

### 中房温泉行定期バス
町なか（穂高駅周辺）から穂高温泉・有明荘を経て中房温泉までの間を往復する路線バス。4月下旬から11月半ばにかけて、地元のタクシー会社である南安タクシー・安曇観光タクシーの2社が共同で運行している。2018年（平成30年）の運行ルートは下記の通り。
安曇野の里（駐車場10台）  - 穂高駅（駐車場130台） - 温泉公園北口 - 花水木会館 - 常念坊 - 有明山神社 - 有明山黒川口 - 有明温泉 有明荘 - 中房温泉
中房温泉へ至るバス路線はかつて有明駅を起点として運行されていたが、1987年（昭和62年）から特急列車との接続が良い穂高駅に起点が変更された。2010年シーズンに安曇野の里や安曇野スイス村まで延長されたが現在の安曇野の里まで短縮された。温泉公園北口バス停は近くにバス利用・登山客用の駐車場がある。温泉公園北口バス停はしゃくなげ荘閉業に伴い旧しゃくなげ荘に改称されたのち温泉公園北口に改称された。安曇野の里 - 穂高駅間に穂高駐車場バス停（駐車場130台）が、常念坊 - 有明山神社間に山のたこ平バス停（駐車場65台）があったが利用低迷で廃止された。なお穂高駅には登山者向け駐車場がバス停から至近距離にないため穂高神社南側まで歩く必要がある。

## 中房温泉を訪れた主な著名人
公式ウェブサイトによる。
- 1882年（明治15年） - 菊池純識
- 1885年（明治18年） - 浅井洌
- 1912年（大正元年）8月 - ウォルター・ウェストン夫妻
- 1918年（大正7年） - 永田鉄山、大町桂月
- 1920年（大正9年） - 朝香宮、澤柳政太郎、小杉放庵（未醒）
- 1921年（大正10年） - 阿部次郎
- 1922年（大正11年） - 賀川豊彦
- 1923年（大正12年） - 秩父宮雍仁親王
- 1930年（昭和5年）8月 - 北白川宮、朝香宮兄弟
- 1958年（昭和33年） - 務台理作
- 1962年（昭和37年） - 中河与一
- 1963年（昭和38年） - 若山喜志子（若山牧水の妻）
- 1972年（昭和47年）8月 - 今上天皇徳仁（当時は浩宮）

## 有明・穂高温泉との関係と国民保養温泉地登録について
中房温泉では、「中房温泉」の名称を商標登録し、中房温泉に便乗した広告・宣伝活動がなされないよう目を光らせている。こうした不適切な表示は顧客の混乱を招くものであるとして、時に訴訟へと発展。2006年（平成18年）3月、それまで安曇野市は「中房温泉郷」と銘打って観光PRを行っていたが、中房温泉からの訴えにより、「中房温泉郷」の使用を取りやめることで和解した。環境省の国民保養温泉地登録に関しても、かつて「中房・穂高温泉」 とされていたものが、2016年（平成28年）5月20日現在は「有明・穂高温泉」 へと変更されている。中房温泉はそもそもの経緯として「旧穂高町の申請で長野県と環境省に申請され許可された」（引用）ものとした上で、「中房温泉は国民保養温泉地に認定されていません」（引用）と明言している。
中房温泉にほど近い有明荘や、ふもとにある穂高温泉は、中房温泉と同様に中房渓谷にある源泉を利用（引湯）し、浴用に供している。穂高温泉一帯に温泉を供給している穂高温泉供給株式会社では、供給する温泉水を「中房地籍から引湯」あるいは「中房渓谷から引湯」しているものであると説明し、「中房温泉」と混同しないよう、顧客に対し注意を呼びかけている。